# Савостьянов Євген Вадимович

Євген Вадимович Савостьянов (рос. Евгений Вадимович Савостьянов, нар. 28 лютого 1952, Москва, РСФСР) — радянський гірничий інженер, науковець, російський політик і підприємець, один із заступників керівництва Адміністрації президента РФ.

## Біографія
Батьки — Вадим Константинович Мочалов і Ірина Євгенівна Савостьянова. Двоюрідний брат історика і релігієзнавця Андрія Зубова.
Освіту отримав у Московському гірничому інституті (сьогодні — Гірничий інститут НІТУ «МІСіС») за спеціальністю «гірничий інженер-фізик» (1975). Працював на гірничих підприємствах СРСР, на рудниках Норильська, Сєвероуральська, Джезказгана, Зангезура.
З 1975 по 1977 рік — молодший науковий співробітник Інституту фізики Землі АН СРСР.
З 1977 по 1990 рік — науковий співробітник Інституту проблем комплексного освоєння надр АН СРСР. Роботу в Академії наук поєднував із роботою старателем на золотому прииску (на Чукотці) та гірничим робітником на вугільній шахті під Карагандою. Перший в СРСР учений секретар науково-навчального об'єднання на базі ІПКОН та Московського гірничого інституту.

### У період Перебудови
- У 1989 році очолював Клуб виборців Академії наук, який керував передвиборчою кампанією академіка Андрія Сахарова[2][4]. Один із засновників руху «Демократична Росія»[2][4] та Руху демократичних реформ[3][4].
- У березні-квітні 1990 року безуспішно балотувався в депутати Мосради[1][5].
- У 1990—1991 роках — помічник голови Московської міської Ради народних депутатів Гавриїла Попова[1][4].
- З грудня 1990 року — член координаційної ради руху «Демократична Росія»[3].
- З липня 1991 року — генеральний директор департаменту мера міста Москви[1][4].
- 23 серпня 1991 року, після провалу виступу ГКЧП, закрив будівлю ЦК КПРС[6][7].

### Робота в органах держбезпеки
З 6 вересня 1991 року — начальник управління КДБ СРСР по місту Москві та Московській області. Через півтора тижні, 25 вересня управління було передано до складу КДБ РСФСР.
З листопада 1991 по грудень 1994 року — заступник директора (міністра) — начальник управління АФБ РСФСР (МБ РФ, ФСК РФ) по місту Москві і Московській області. Керував низкою спеціальних операцій, зокрема звільненням заручників у Махачкалі.
Весною-осінню 1994 року брав участь у роботі з підтримки проросійських сил у Чечні.
2 грудня 1994 року звільнений з посади президентом Єльциним після того, як підрозділ УФСК по Москві та області, спрямований ним, вступив у конфлікт зі співробітниками Служби безпеки президента РФ, які проводили незаконні оперативні заходи щодо голови «Мост-банку» Володимира Гусинського без узгодження з ФСК.

### Подальша кар'єра
У 1995—1996 роках — голова московської організації Російської партії соціальної демократії (РПСД, Олександра Яковлєва), член ради, секретар генеральної ради руху «Профспілки Росії — на вибори» (з 1996 року — «Союз праці»).
З 1995 року — радник голови Федерації незалежних профспілок Росії (ФНПР) Михайла Шмакова. Висунув пропозицію щодо надання профспілковим організаціям функції управління пакетами акцій членів трудових колективів. Влітку 1996 року короткий час працював у «Групі Мост». У червні 1996 року брав участь у конфлікті, що завершився відставкою М. Барсукова, А. Коржакова, О. Сосковця.
З серпня 1996 по грудень 1998 року — заступник керівника адміністрації президента РФ, начальник головного управління кадрів. Курував питання присвоєння вищих військових звань, призначення на посади категорії А, діяльність Головного управління спеціальних програм, управління у справах козацтва, відділу у справах військовополонених, інтернованих та зниклих безвісти, управління нагород, державну герольдію. Керував роботою зі звільнення з полону солдатів 1-ї чеченської війни (звільнено 992 з 996 осіб). Очолював спеціальний штаб із забезпечення безпеки країни під час операції на серці Президента Бориса Єльцина. Входив до комісії при Президенті з протидії політичному екстремізму (1997—1998). Секретар постійної наради з кадрових питань при Раді оборони Російської Федерації. Член міжвідомчої комісії Ради безпеки Російської Федерації із захисту прав громадян та громадської безпеки, боротьбі зі злочинністю та корупцією. Був трохи запізніло звільнений з адміністрації за пропозицію висунути на пост прем'єр-міністра Юрія Лужкова (вересень 1998 р.).
З березня 1999 року — голова правління Московського фонду президентських програм, заступник керівника центрального штабу виборчої кампанії руху «Отечество — Вся Россия», який займався аналізом передвиборчої ситуації в регіонах країни. Одночасно — голова ради директорів ЗАТ КЕМО, що займався розвідкою золота в Кемеровській області.

### Участь у президентських виборах
У січні 2000 року висловив бажання балотуватися в президенти Росії. У лютому зареєстрований кандидатом у президенти Росії. 21 березня 2000 року Євген Савостьянов офіційно заявив про зняття своєї кандидатури з виборів президента РФ на користь лідера «Яблука» Григорія Явлінського, також балотувався на пост глави держави. Про це Савостьянов заявив під час теледебатів на телеканалі НТВ за участю кандидатів у президенти, які представляють демократичні сили, Г. Явлінського та самарського губернатора Костянтина Тітова. Прямо у телестудії Савостьянов підписав заяву про відмову балотуватися кандидатом у президенти і документ був відправлений по факсу до Центральної виборчої комісії. Після виборів ініціював звернення ветеранів демократичного руху до «Союзу Правих Сил» та «Яблука» про об'єднання (підписали також Ю. Афанасьєв, Ю. Рижов, С. Філатов, Є. Яковлєв) та домігся підписання відповідного меморандуму С. Кірієнком та Г. Явлінським у квітні 2000 року, після чого пішов з політики.

### Бізнес

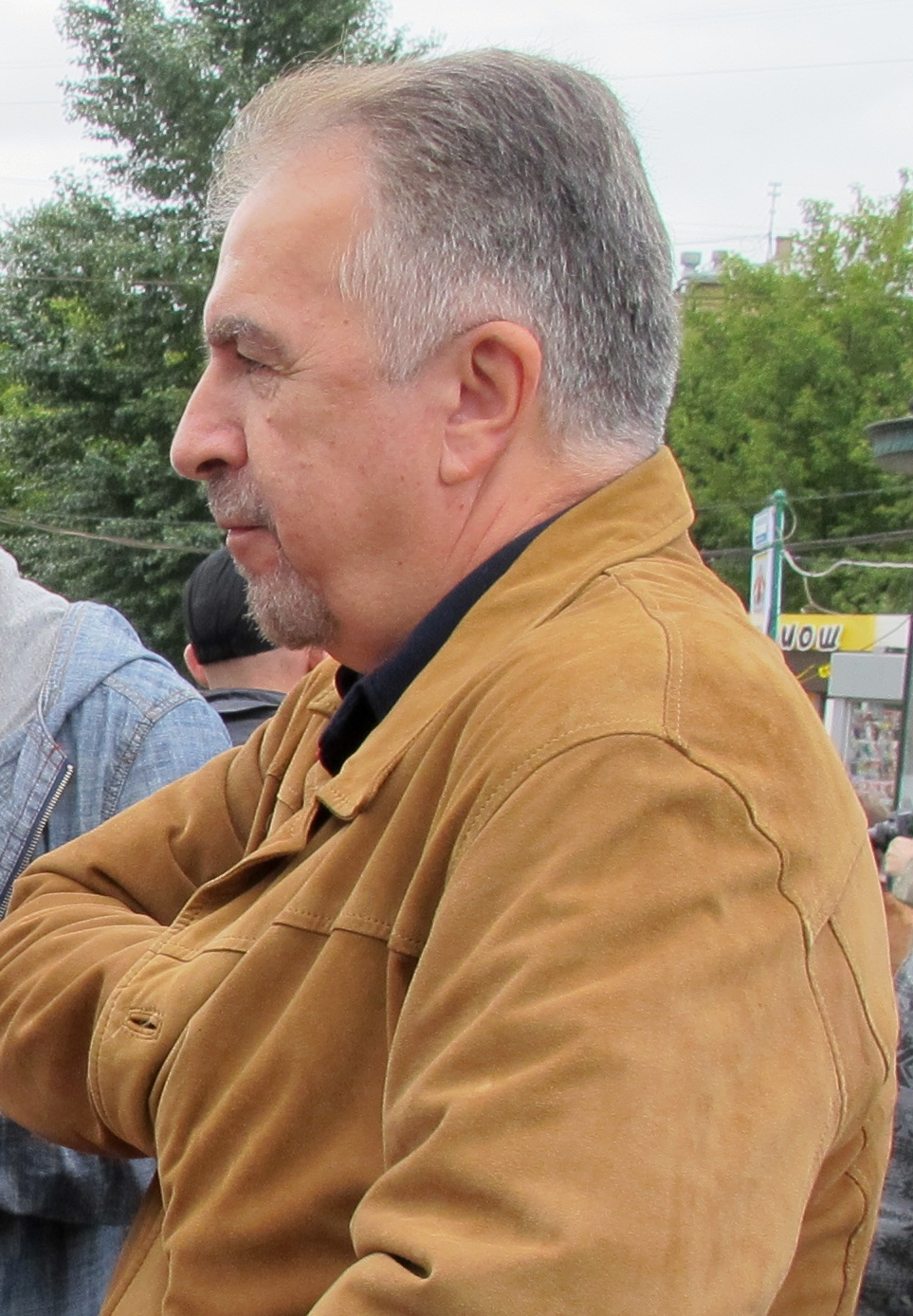
Євген Савостьянов у 2013 році

- У 2000—2005 роках — 1-й віце-президент ВАТ «Московська нафтогазова компанія»[2][3]. Під час корпоративної боротьби за Московський НПЗ з «Сибнефтью» ініціював припинення практики використання рішень «віддалених» судів у корпоративних спорах[1]. Пішов з компанії після конфлікту з Ю. Лужковим та його діловим партнером Ш. Чигиринським[1].
- У 2005—2008 роках — Голова ради директорів ЗАТ «Нафта Поволжя-Ресурс»[2][3].
- У 2007—2009 роках — Президент девелоперської компанії ВАТ «Кришталевий Острів» та ТОВ «Метро-Навтика»[2][3].
- У 2010—2014 роках — старший віце-президент ВАТ «Система Масс-медіа»[2][3], голова ради директорів ВАТ «Система Масс-медіа». Керував антипіратською компанією в Росії[2], висунув пропозицію про створення загальнодоступного освітнього телебачення та контенту[2]. Автор ідеї створення 1-го Циркового телеканалу[1]. Брав участь у зйомках фільму «Місія нездійсненна: Протокол Фантом»[1].
- У 2009 році став ініціатором створення руху за російсько-американське зближення[1].
- Член Ради з зовнішньої і оборонної політики[13].
- Заступник голови правління Міжрегіонального громадського руху «Сприяння російсько-американському зближенню», створеного за його ініціативою[1].
- Голова Координаційної ради із захисту інтелектуальної власності[1].
- Автор книг «Спецслужби на переломі» (М.: 2017), «Демократ — Контррозвідник. Спогадувальний роман» (М.: 2020), багатьох наукових та публіцистичних статей, винаходів, сценаріїв[1].
- Багаторазовий лауреат конкурсу «1000 найкращих менеджерів Росії»[1].

## Сім'я
Дружина — Юлія Савостьянова.
Два сини — Кирило (нар. 1980) і Олексій (нар. 1984). Онуки — Дмитро (2010 року народження), Євген (2015 року народження). Онука — Софія Емілі (2015 року народження).

## Захоплення
Грає у футбол. Любить кавказьку кухню та міцний чай.

## Звання та нагороди
- Кандидат технічних наук[1][2] (1985 р.)[1]
- Полковник (1991 р.)[3]
- Генерал-майор[2] (1993 р.)[4][3]
- Медаль «Захиснику вільної Росії» (1993 р.)[1][2]
- Дійсний державний радник Російської Федерації 1 класу[2][4] (3 грудня 1996 р.)
- Орден Мужності (2008 р.)[1][2]